# 大見屋
株式会社大見屋（おおみや、英: OOMIYA Co.,Ltd.）は、スーパーマーケットを展開していた日本の企業。愛媛県宇和島市に本社を置き、「しんばし」という店舗ブランドでスーパーを展開し、シジシージャパンに加盟していた。

## 概要
日本三大商人の一つで、「売り手よし、買い方よし、世間よし」の「三大よし」の理念である近江商人にヒントを得て、「大事にこだわって守って考えよう」と「大見」の字を使ったことが由来である。
1924年（大正13年）に旧北宇和郡吉田町の北小路地区で文房具屋「谷本商店」（たにもとしょうてん）から事業が始まり、戦後は宇和島市を拠点に移し、新橋通り商店街「大見屋人形店」（おおみやにんぎょうてん）を経て、1948年（昭和23年）6月22日に株式会社大見屋を設立した。1959年（昭和34年）に新橋サービスセンターを経て、1965年（昭和40年）に平仮名で「しんばし」を名称変更した。
ピーク時は1994年（平成6年）度の決算は85億9400万円の売り上げだったが、営業エリアである南予地域の人口減少だけでなく、スーパーやドラッグストアのチェーン店などの影響で、2020年（令和2年）8月31日付で松山地方裁判所に破産を申請。同日付で破産手続開始決定を受けた。
2021年（令和3年）7月28日、愛媛県松山市に本社を置くスーパーのフジが旧大見屋が「しんばし」の店名で運営していた5つの店舗の物件を取得したことを発表した。

## 沿革
- 1924年（大正13年） - 谷本久雄（創業者）が吉田町北小路で雑貨店・谷本商店を創業。
- 1948年（昭和23年）
  - 4月 - 宇和島市新町に大見屋人形店を開店。
  - 6月 - 株式会社大見屋として法人登記。
- 1959年（昭和34年）7月 - 宇和島市新町にしんばしセンターを開店。
- 1963年（昭和38年）8月 - 吉田町東小路に吉田大見屋を開店。
- 1965年（昭和30年）12月 - 宇和島市新町に本店別館しんばし5階ビルを開店。
- 1967年（昭和42年）10月 - 宇和島市新町に本店別館（食料館）を開店。
- 1977年（昭和52年）10月 - 本店別館増床（食料館）。
- 1983年（昭和58年）3月 - 宇和島市中沢町にしんばし南店を開店。
- 1986年（昭和61年）4月 - 愛南町にしんばし南郡店を開店。
- 1995年（平成7年）  3月 - 本店別館改装（食料館）。
- 1998年（平成10年）11月 - 鬼北町にしんばし広見店を開店。
- 2013年（平成25年）4月 - しんばし保手店オープン。
- 2020年（令和2年）8月31日 - 事業を停止、同日付で松山地方裁判所から破産手続開始決定を受ける。
- 2021年（令和3年）7月 - スーパーマーケットチェーンのフジ（松山市）が旧大見屋が「しんばし」の店名で運営していた5店舗の物件を取得[6]。
- 2022年（令和4年）
  - 3月7日 - フジ宇和島南店の開店に向けて旧しんばし南店の取り壊しを着工する。
  - 11月 - 神開発が旧しんばし本店の解体に着手。

## 店舗

### 経営破綻時点で営業していた店舗
- しんばし本店
- しんばし南店
- しんばし吉田店
- しんばし南郡店
- しんばし広見店

### かつて存在した店舗
- しんばし保手店（2016年4月をもって閉店[7]）

## 関連会社
- シジシージャパン